# اس‌اس تارارا
اس‌اس تارارا (به انگلیسی: SS Tararua) یک کشتی بود که طول آن ۲۲۲٫۶ فوت (۶۷٫۸ متر) بود. این کشتی در سال ۱۸۶۴ ساخته شد.